# Marc Anneu Sèneca
Marc Anneu Sèneca (en llatí Marcus Anneus Seneca) va ser un retòric romà nadiu de Còrdova (en llatí Corduba) on va néixer en data incerta però en el segle i aC i probablement una mica abans de l'any 60 aC. Tenia rang eqüestre i és també conegut com a Sèneca el Pare, Sèneca el Vell o Sèneca l'Orador per distingir-lo del seu fill, el filòsof del mateix nom (Sèneca el Jove). Diu que considerava que havia sentit parlar tots els grans oradors a excepció de Ciceró, i que potser hauria pogut escoltar Ciceró si les guerres civils no l'haguessin retingut a casa seva (intram coloniam meam).
Va anar força jove a Roma, segurament a inicis del regnat d'August, ja que diu que havia vist declamar Ovidi davant d'Arel·li Fusc. Després va tornar a Hispània on es va casar amb Hèlvia amb la que va tenir tres fills: Luci Anneu Sèneca, Luci Anneu Mel·la (o Mela, que va ser el pare del poeta Lucà) i Marc Anneu Norat (aquest darrer era el fill gran i va agafar el nom de Luci Juni Galió de Juni Gal·lió el seu pare adoptiu).
Va ser un home de lletres en un moment en què la falsa eloqüència i la retòrica estaven de moda, i dotat amb una memòria prodigiosa. Va escriure (ja gran) Controversiarum Libri decem, dirigit als seus fills, obra de la que es conserven el segon, setè, vuitè i desè llibres, i que conté uns exercicis retòrics moltes vegades farcits de llocs comuns. Una altra obra atribuïda era el Suasoriarum Liber, que també parla d'exercicis retòrics d'escàs valor. Va morir en data incerta probablement cap al final del regnat de Tiberi i segurament a Roma o almenys a Itàlia.